# Kasper Lubomirski
Il principe Kasper Lubomirski (Polonne, 9 maggio 1724 – Zwiahlu, 6 giugno 1780) è stato un nobile, generale e politico polacco.

## Biografia
Figlio del principe Teodor Lubomirski e di sua moglie, Elżbieta zu Culler-Cumingów, fu padre della nota salottiera russa Maria Fëdorovna Lubomirska.
Membro del Collegio dei Nobili della Polonia, prese parte alla guerra dei sette anni nella compagine dell'esercito imperiale russo. Nel 1758, come tenente generale, comandò un corpo di spedizione nella Prussia orientale. Diede un notevole contributo personale al successo della battaglia di Kunersdorf del 1759 e venne per questo insignito dell'Ordine russo di Sant'Aleksandr Nevskij. Nel 1763 vendette la tenuta di Ujazdów a Stanislao II Augusto Poniatowski assieme la castello locale.
Fu membro della Confederazione di Radom nel 1767. Nell'appendice al dispaccio del 2 ottobre 1767 inviato al presidente del collegio degli affari esteri dell'Impero russo, Nikita Ivanovič Panin, l'ambasciatore russo, Nikolaj Vasil'evič Repnin lo descrisse come una membro del parlamento polacco favorevole alla Russia. Nello stesso anno, in qualità di membro del parlamento per la regione di Czersk, entrò a far parte della delegazione istituita da Nikolaj Vasil'evič Repnin per definire il sistema politico della nuova Polonia.
Una settimana prima della costituzione della Confederazione di Bar, venne arrestato nei pressi del castello di Rzeszów, accusato di cospirazione ai danni della Russia e rilasciato dietro il pagamento di un riscatto. Per dimostrare la propria fedeltà alla Russia, combatté contro i confederati di Bar, divenendo tristemente famoso per la sua spietatezza e crudeltà.
Nel 1777 divenne membro della Loggia massonica polacca del Parfait Silence.